# Мадридський протокол
Протокол про охорону навколишнього середовища до Договору про Антарктику або Мадридський протокол прийнятий для цілей охорони навколишнього середовища Антарктики та екосистем, що пов'язані з нею і залежать від неї.
Дата і місце прийняття: 4 жовтня 1991 р., м. Мадрид (Іспанія). Дата набрання чинності: 14 січня 1998.
Дата ратифікації/приєднання України: 22 лютого 2001. Дата набрання чинності для України: 24 червня 2001.

## Коротка характеристика
Протокол передбачає, що діяльність у районі дії Договору про Антарктику повинна плануватися і здійснюватись таким чином, щоб обмежити негативні впливи на навколишнє середовище Антарктики та екосистем, які залежать від неї та пов'язані з нею, а також, щоб уникнути негативних впливів на характер клімату і погоди, на якість повітря та води, значних змін в атмосферному, наземному, льодовому або морському середовищах, шкідливих змін у розподілі, кількості чи продуктивності видів або популяцій видів фауни і флори, небезпеки для видів або популяцій таких видів (ст. 3).
Діяльність у районі дії Договору про Антарктику повинна плануватись та здійснюватись на основі інформації, достатньої для проведення попередніх оцінок і внесення обґрунтованих висновків про її можливі впливи на навколишнє середовище Антарктики та екосистем, а також на значимість Антарктики для проведення наукових досліджень. Діяльність також повинна здійснюватись таким чином, щоб надавати пріоритетне значення науковій діяльності і зберегти значимість Антарктики як району проведення таких досліджень.
Сторони консультуються і співпрацюють із договірними сторонами інших чинних міжнародних документів у рамках системи Договору про Антарктику та їхніми відповідними органами з метою забезпечити досягнення цілей і дотримання принципів цього Протоколу (ст. 5).
Протокол забороняє будь-яку діяльність, що пов'язана з мінеральними ресурсами, за винятком наукових досліджень (ст. 7).
Протоколом впроваджується проведення оцінки впливу на навколишнє середовище, що передує прийняттю рішень щодо будь-якої діяльності в районі впливу (ст. 8). Кожна сторона забезпечує застосування встановлених у Додатку l процедур оцінки впливу.
Кожна сторона щорічно звітує про кроки, які вона здійснює для реалізації даного Протоколу (ст. 17.1).
Додаток ll до Протоколу містить положення щодо збереження антарктичної флори та фауни.
Додаток lll до Протоколу містить положення щодо видалення та управління ліквідацією відходів із району дії Договору про Антарктику.
Додаток lV  до Протоколу містить положення щодо запобігання забруднення морського середовища, а саме щодо скидання нафти, скидання сміття, скидання шкідливих рідких речовин, скидання стічних вод.
Додаток V до Протоколу містить положення щодо охорони та управління районами, саме Антарктичних районів, що особливо охороняються, і Антарктичних районів, що особливо управляються.

## Імплементація на національному рівні
Імплементація Протоколу про охорону навколишнього середовища до Договору про Антарктику здійснюється на рівні підзаконних нормативно-правових актів.
Постановою Кабінету Міністрів України від 16 червня 2003 року № 908 "Про забезпечення виконання міжнародних зобов'язань України у зв'язку з приєднанням до Протоколу про охорону навколишнього середовища до Договору про Антарктику"  затверджено Порядок надання дозволу на провадження діяльності фізичних та юридичних осіб у районі дії договору про Антарктику. Цей порядок визначає механізм розгляду заяв на отримання дозволу на провадження діяльності у районі дії Договору про Антарктику, матеріалів з оцінки впливу запланованої діяльності на навколишнє середовище Антарктики та загальних вимог до порядку видачі, зупинення та анулювання дозволів, контролю за дотриманням умов дозвільної діяльності. Будь-яка діяльність у районі дії Договору про Антарктику, крім забороненої Протоколом та Договором про Антарктику, провадиться на підставі дозволу, що видається Міністерством освіти й науки України, провадження діяльності без дозволу забороняється. Міністерство освіти й науки України визначено уповноваженим органом з питань виконання вимог Протоколу про охорону навколишнього середовища до Договору про Антарктику (п. 2 Постанови № 908).
4 березня 2004 року Наказом Міністерства освіти й науки України № 176  затверджено Положення про Комісію з розгляду заяв про отримання дозволу на провадження діяльності в районі дії Договору про Антарктику. Комісія є постійним дорадчим органом при Міністерстві освіти й науки України, до складу якої входять представники міністерств, інших центральних органів виконавчої влади, Національної та галузевих академій наук, Українського антарктичного центру, а також учені і фахівці-практики з питань вивчення Антарктики. У разі позитивного висновку Комісія рекомендує Міністерству освіти й науки України видати дозвіл на провадження діяльності у районі дії Договір про Антарктику. На Український антарктичний центр Міністерства освіти й науки України покладено організаційне забезпечення діяльності Комісії з розгляду заяв про тримання дозволу на провадження діяльності в районі дії Договору про Антарктику (п. 2 Наказу № 176). Указом Президента України від 23 грудня 2004 року № 1524/2004 йому надано статус національного наукового центру, який іменується Національним науковим антарктичним центром, пріоритетними напрямами діяльності якого є: розроблення та виконання програм проведення наукових досліджень в Антарктиці; координація роботи, пов'язаної з участю України у проведенні міжнародних наукових досліджень в Антарктиці; забезпечення подальшого розвитку діяльності антарктичної станції "Академік Вернадський "; підготовка та проведення комплексних морських експедицій у Південній півкулі.

## Сторони (станом на 1 вересня 2008)
33 сторони: Австралія, Аргентина, Бельгія, Білорусь, Болгарія, Бразилія, Велика Британія, Греція, Еквадор, Індія, Іспанія, Італія, Канада, Китай, Корея (Республіка), Нідерланди, Німеччина, Нова Зеландія, Норвегія, Перу, Південноафриканська Республіка, Польща, Російська Федерація, Румунія, США, Україна, Уругвай, Фінляндія, Франція, Чехія, Чилі, Швеція, Японія